# Гута (Золочівський район)
Гу́та (до 18 липня 1946 року — Гута Полоницька) — село в Україні, у Буській міській громаді, Золочівського району, Львівської області. Населення становить 244 особи. Орган місцевого самоврядування — Буська міська рада. 

## Географія
Село Гута розташоване за 78 км від обласного центру, 58 км від районного центру та 26 км від адміністративного центру міської громади і проходить автошляхом Т 1806. За 17 км знаходиться найближчий пасажирський залізничний зупинний пункт Воля-Холоївська

## Населення
Станом на січень 1939 року у селі Гута мешкало 850 осіб, з них: 360 українців, 100 поляків, 375 латинників та 15 юдеїв. За даними всеукраїнського перепису населення 2001 року у селі мешкало 244 особи.
Мова
Розподіл населення за рідною мовою за даними перепису 2001 року був наступним:
| українська | 244 | 100,00 |

## Історія
Давня назва села — Гута Полоницька, але 18 липня 1946 року назва була замінена на Гута.

## Пам'ятки, визначні місця

### Каплиця
Католики латинського обряду Гути спочатку належали до парафії святого Станіслава у Буську, а від 1864 року їх село у шематизмах Львівської архідієцезії вже подається у складі парафії святого Станіслава у Топорові. Їх чисельність від середини XIX століття до 1930-х років зросла від менше двох сотень вірних до понад чотирьох сотень. Тоді громадою було вирішено збудувати власний храм. Спорудження філіальної мурованої каплиці на східній околиці Гути Полоничної розпочалося після 1932 року завдяки ініціативі тодішнього топорівського пароха о. Франциска Бири. Станом на 1936 рік храм ще будувався. По закінченню війни зачинену каплицю, швидше за все, використовували як склад, а в посткомуністичні часи передали православній громаді, яка її відремонтувала. Нині вона є храмом Православної церкви України.

### Церква Вознесіння Господнього
Дерев'яну церкву, яка походить з XVIII століття, перенесли сюди у 1911 році з села Опліцько (нині Шептицького району), оскільки там у 1907—1910 роках збудували нову муровану церкву Святої Параскеви. Не діяла у радянський період. Відремонтована на початку 1990-х років. на південний-захід від церкви розташована дерев'яна двоярусна дзвіниця.

## Відомі люди
- Кожан Володимир Дмитрович (22 січня 1946, с. Гута — 5 січня 2024, Львів) — відомий львівський бізнесмен, засновник та багаторічний генеральний директор «Краківського ринку», депутат Львівської обласної ради (2006–2010), Почесний консул Республіки Казахстан у Львові (2002—2007), голова Львівського обласного об'єднання організацій роботодавців «Об'єднання роботодавців Львівської області»[11][12].